# Антонов, Николай Климович
Никола́й Кли́мович Анто́нов (1919—2002) — советский и российский учёный-лингвист (тюрколог), доктор филологических наук (1973), профессор (1976), действительный член международной Тюркологической академии.
Автор более 200 опубликованных и рукописных трудов, в том числе учебных пособий и 12 монографий.

## Биография
Родился 27 декабря 1919 года в селе Антоновка ныне Нюрбинского улуса Республики Саха (Якутия).
После окончания школы решил стать медиком, окончил медицинское училище и, получив специальность фельдшера, отправился в один из окраинных наслегов Усть-Алданского района. Проработав там год, Антонов он понял, что это не его призвание и в 1939 году поступил на факультет языка и литературы Якутского педагогического института (ныне Северо-Восточный федеральный университет имени М. К. Аммосова). Учёба в институте была прервана Великой Отечественной войной: в 1942—1946 годах Николай Антонов служил в Красной армии, был военным фельдшером в частях Забайкальского военного округа, участвовал в советско-японской войне в звании младшего лейтенанта медицинской службы.
После демобилизации продолжил учёбу в институте. По окончании вуза, с 1947 года, работал младшим научным сотрудником в Институте языка, литературы и истории (ИЯЛИ) Якутского филиала Академии наук СССР. В этом же институте в 1948—1951 годах учился в аспирантуре, по окончании которой с 1952 года работал в ИЯЛИ младшим научным сотрудником. В 1953 году защитил кандидатскую диссертацию.
В 1962 году Николай Антонов был переведен заведующим кафедрой якутского языка и литературы историко-филологического факультета Якутского государственного университета: с 1964 года — доцент, с 1968 года — старший научный сотрудник, с 1970 года — доцент, с 1976 года — профессор кафедры якутского языка и литературы ЯГУ (до конца жизни). В 1973 году защитил докторскую диссертацию в Алма-Ате на тему «Исследования по исторической лексике якутского языка (Именные основы)».
Профессор Академии yаук СССР А. П. Окладников так оценил работу якутского ученого:

«Н. К. Антонов впервые в истории якутоведческой науки произвел на материалах лексики такой глубокий зондаж прошлого якутского народа, какой до него никто не мог произвести. И этот зондаж открыл новые, во многом неожиданные перспективы, как образец комплексного исследования».

Умер Николай Климович Антонов 4 января 2002 года.

## Заслуги
- Был награждён орденом Отечественной войны II степени и медалям, в числе которых «За победу над Японией».
- Заслуженный деятель науки Якутской АССР (1974).
- Удостоен Почетных грамот Верховного Совета Якутской АССР, Миннауки РСФСР, Министерства образования Республики Саха (Якутия).